# محمدخان تخماق استاجلو
محمدخان تخماق استاجلو از سرداران قزلباش طایفه استاجلو بود. وی در دوره‌های شاه اسماعیل دوم و شاه محمد خدابنده، بین سال های ۱۵۶۸ تا ۱۵۷۵ میلادی، امیرالامرا و بیگلربیگی چخورسعد (ارمنستان) بود. وی در جنگ‌های ایران و عثمانی در دوره شاه محمد خدابنده شرکت داشت. وی همچنین در توطئه قتل شاه اسماعیل دوم با همیاری پریخان خانم و پیره محمدخان استاجلو همکاری کرد.

## جنگ چلدر
در جنگ چلدر مصطفی پاشا از قارص وارد قفقاز شد و چون این خبر به قزوین رسید از سوی شاه محمد خدابنده به امیرخان موصلوی ترکمان (بیگلربیگی آذربایجان)، امامقلی‌خان قاجار (بیگلربیگی قره‌باغ) و محمدخان تخماق استاجلو (بیگلربیگی چخور سعد) دستور داد که به اتفاق یکدیگر از پیشروی قشون عثمانی جلوگیری کنند. سواران امامقلی‌خان قاجار و محمدخان تخماق استاجلو برای دفع حمله ترکان عثمانی به هم پیوستند ولی امیرخان موصلوی ترکمان به دلیل دشمنی که مابین طوایف ترکمان و استاجلو بود به آن دو نفر کمک نکرد.
پس از جنگ چلدر، مصطفی پاشا چون بی‌باکی و جنگجویی سواران قزلباش را مشاهده کرد به محمدخان تخماق استاجلو فرمانده سپاه ایران، نامه‌ای نوشت و وی را به لیاقت و دلیری و شجاعت ستود و خواهش کرد که برای مذاکرات خصوصی و دوستانه به دیدار وی رود و اگر مایل باشد به خدمت سلطان عثمانی در آید.

## جنگ مشعل
نبرد مشعل جنگی بود که در ۱۵۸۳ میلادی بین قوای عثمانی و سپاه قزلباش (ایران) اتفاق افتاد. در این درگیری فرهاد پاشا با شصت هزار سوار و سیصد توپ به ارزروم رسید و با کمک روسای کرد از قارص به چخور سعد (ارمنستان) یورش برد و آنجا را با دژ ایروان از محمدخان تخماق استاجلو، بیگلربیگی (حاکم) آن ولایت، گرفت.